# Ponson-Dessus
Ponson-Dessus är en kommun i departementet Pyrénées-Atlantiques i regionen Nouvelle-Aquitaine i sydvästra Frankrike. Kommunen ligger i kantonen Montaner som tillhör arrondissementet Pau. År 2022 hade Ponson-Dessus 258 invånare.

## Befolkningsutveckling
Antalet invånare i kommunen Ponson-Dessus
| Referens: INSEE |